# Estheria graeca
Estheria graeca là một loài ruồi trong họ Tachinidae.